# Pizon Augur
Lucjusz Kalpurniusz Pizon Augur (łac. Lucius Calpurnius Piso Augur; ur. ok. 30 p.n.e. – zm. 24 n.e.) był rzymskim senatorem za czasów Augusta i Tyberiusza. Był synem Gnejusza Kalpurniusza Pizona, konsula w 23 p.n.e., oraz bratem Gnejusza Kalpurniusza Pizona, konsula w 7 p.n.e. Miał także córkę Kalpurnię.
Pizon Augur został konsulem w 1 p.n.e., wraz z Gnejuszem Korneliuszem Lentulusem Kossusem Getulikusem, oraz następnie prokonsulem Azji ok. 6 n.e..
W 16 n.e. Pizon pozwał przed sąd za długi Urgulanię, przyjaciółkę cesarzowej Liwii Druzylli. Urgulania nie usłuchała wezwania i udała się do pałacu cesarskiego, lekceważąc Pizona, lecz on od skargi nie odstąpił, mimo że się Liwia na osobistą obrazę i poniżenie żaliła. Ponieważ nawet krewni daremnie usiłowali Pizona uśmierzyć, Liwia rozkazała wpłacenie żądanej sumy.
W 20 n.e. Pizon bronił starszego brata przed oskarżeniem o zamordowanie Germanika.
W 24 n.e. sam został oskarżony o zdradę, ale zmarł zanim rozpoczął się proces.